# 草加有沢ボクシングジム
草加有沢ボクシングジム（そうかありさわボクシングジム）は、埼玉県草加市瀬崎に2025年3月末まで在った東日本ボクシング協会加盟ジムである。略称は有沢ジム、草加有沢ジム、草加有沢。法人としての名称は有限会社有沢商店。初代会長・創始者は有澤二男。

## 概要
二男の長男有澤茂則は高校卒業直前の1965年2月に18歳で（草加に練習場構えていた時代の）協栄ボクシングジム所属プロボクサーとしてデビュー。ハードパンチャーとして活躍し（結果的に塗り替えられたが）ライト級4回戦での1R13秒の最短KOタイムや5試合連続1RKOの日本ボクシングコミッション（JBC）管轄興行における記録を保持していた。
1967年実業家・二男が協栄ジム創始者金平正紀から勧められ再度東京に移転することになった協栄ジムの旧練習場を買い取りボクシングジムの運営を開始し、更に自宅兼用の自社ビルの4Fに移転。1968年設立当初の名称は草加協栄ジム。
2000年7月5日に二人の息子とトロイカ体制を構築していた二男が80歳で死去し、当時53歳の茂則が第2代会長に就任した。
2009年1月1日より茂則の2歳下の実弟で当時60歳でボクサー経験皆無ながら長年マネージャーとして実父と実兄を支えてきた有澤好男が第3代会長を務めていた。
フジテレビ系ダイヤモンドグローブとタイアップして自主興行「クリーンファイトボクシング」を開催し所属選手に試合出場の機会を多く与えて試合をさせた。
茂則の双子の息子カズ・コウジ有沢が1990年代に人気になり、後楽園ホールを沸かせ、若い女性のプロボクシングファン増加に貢献した。
1998年3月、両国国技館でのチャンピオンカーニバルにおいて、当時スーパーフェザー級でチェ・ヨンスが保持していたWBA世界王座かヘナロ・エルナンデスが保持していたWBC世界王座への事実上の挑戦者決定戦である史上最大の日本タイトルマッチ「チャンピオン・コウジvsチャレンジャー・畑山隆則」を実現させ、畑山の所属する横浜光と共に年間最高試合を受賞（同日のセミファイナルではカズが五月女利晴にKO負け）。兄弟揃って同年9月のジム開設30周年記念興行で再起戦、カズは翌年五月女に雪辱。
2000年12月、地元の草加市スポーツ健康都市記念体育館で（前月に木村鋭景の日本フェザー級王座挑戦し完敗）カズの引退試合として自主興行を開催。
また日本ボクシング連盟にも加盟しており、カズは花咲徳栄高等学校3年の1989年全日本高校フェザー級チャンピオンとなり国体も制覇し父の母校でもある日大にスポーツ推薦で進学し全日本ボクシング選手権大会出場、初戦敗退ながらシドニーでの1991年世界ボクシング選手権大会ライト級日本代表選手となり3年で中退してコウジの後を追ってプロ転向した。
好男が2025年1月22日76歳で逝去し翌々月を以て廃業し東日本協会を退会。

## カズ・コウジ以外のA級選手
- 三船豪（須田芳黄）（ジム第1号選手。1969年東日本フライ級新人王。バンタム級で日本タイトル挑戦2度、更にOPBFタイトル挑戦1度経験。有澤ジム・トレーナーを経て、自身が敗れた磯上秀一の当時の所属先トクホン真闘のビジネスマネージャー務めた）
- スパイダー根本（全日本フェザー級新人王。ジム唯一の世界タイトル挑戦者。現役日本王者のまま引退し、草加市役所職員になった。退職後トクホン真闘ジムトレーナーを経て現在はスパイダー根本ジムオーナー）
- レオ鈴木（一歳下の実弟は東邦ジム所属A級ボクサーのショットガン鈴木）
- 菊崎英二（カズの日大の先輩平仲信明の持つスーパーライト級日本王座に挑戦。廃業までトレーナー務めた）
- 飯泉健二（サウスポーの強打者、第1回日本タイトル挑戦権獲得トーナメント制覇し杉谷満に2度挑戦し惨敗、網膜剥離でJBCボクサーライセンス喪失もIBF日本で復帰）
- 三船元（全日本フェザー級新人王獲得し間所俊晴からリングネーム変更、トクホン真闘ジムに移籍）
- 小口雅之（「ヅラボクサー」として話題に、三浦隆司の持つ日本スーパーフェザー級タイトル挑戦）
- 川崎タツキ（原功著ノンフィクション「はぐれ者〜悪魔と戦ったボクサー〜」の題材。現在はSRSボクシングジムトレーナー）
- 荒井操（全日本新人王および同MVP）
- 岩渕真也（カズの高校の後輩で愛弟子、日本スーパーライト級王者）
- 斎藤友彦（最高位・日本フライ級7位。現在はDANGAN越谷ジムトレーナー）
- 水島博（トクホン真闘ジムに移籍）
- 堅田剛（00年東日本スーパーバンタム級新人王）
- 原口清一（最高位・日本フライ級）